# Giovanni Battista Deti
Giovanni Battista Deti (ur. 16 lutego 1580 w Ferrarze - zm. 13 lipca 1630 w Rzymie) – włoski kardynał. 
Pochodził z Ferrary i był spokrewniony z papieżem Klemensem VIII, który w 1599 mianował go kardynałem. Uczestniczył w obu konklawe w 1605 roku, w 1621 i 1623, pozostając wiernym stronnikiem rodu Aldobrandini. Był członkiem Kongregacji ds. Obrzędów od 1605, pod koniec życia (1626) został jej prefektem. Zmarł w Rzymie po krótkiej chorobie jako dziekan Kolegium Kardynalskiego.
Wśród współczesnych nie cieszył się dobrą opinią. Promowany do rangi kardynała w wieku 19 lat, zachowywał się w sposób nie licujący z godnością kardynalską. Podobno papież Klemens VIII żałował, że mianował go kardynałem.